# Vadmacska kommandó
A Vadmacska kommandó (東京ミュウミュウ; Tókjó Mjú Mjú; Hepburn: Tōkyō Myū Myū; angol címén Tokyo Mew Mew vagy Mew Mew Power) japán manga- és animesorozat, amelyet Josida Reiko készített és írt, valamint Ikumi Mia illusztrált.

## Miért pont ezek a lányok?
Az eredeti történet öt lány körül forog, akinek a DNS-ébe veszélyeztetett fajok DNS-e került, titokzatos módon. A Mew Project őket választotta ki, hogy védjék a Földet különleges képességeikkel az űrből érkezett idegenektől, akik „vissza akarják szerezni” a bolygót. Átváltozásukkor külsejük is megváltozik, megjelenik néhány állati tulajdonságuk is.
Szabadidejükben a lányok pincérnőként dolgoznak a Cafe Mew Mew nevű kávézóban, ami a vadmacskák titkos főhadiszállása, és amit Elliot vezet!

## Cselekmény
A sorozat azzal kezdődik, hogy Zoey találkozik a szerelmével, Markkal. Elmennek egy kiállításra. A szervezők, Elliot és Wesley célja megtalálni az öt lányt, akik állati DNS-eket hordoznak magukban.
Kiderül, hogy Zoey vadmacs. Első feladata kideríteni, hogy kik a társai a csapatban.

## Vadmacsok
- Zoey Hanson / Momomija Icsigo (桃宮 いちご; Hepburn: Momomiya Ichigo?)
  - DNS: hegyi hegyi vadmacska
  - Fegyver: csodaharang, szuperharang, varázsjogar
- Corinna Bucksworth / Aizava Minto (藍沢 みんと; Hepburn: Aizawa Minto?)
  - DNS: kék madár
  - Fegyver: varázsíj
- Bridget Verdant / Midorikava Retaszu (碧川 れたす; Hepburn: Midorikawa Retasu?)
  - DNS: fekete delfin
  - Fegyver: harci kasztanyetta
- Kikki Benjamin / Fon Purin (黄 歩鈴; Hepburn: Fon Purin?)

A nyolcéves Kikkibe, a legfiatalabbik vadmacsba egy oroszlánmajom DNS-ét fecskendezik. A családi élete nagyon szokatlan. Az anyja meghalt, mikor még fiatalabb volt, az apja zarándok, harcművészeteket gyakorol. Ezért neki kell gondoskodnia négy testvéréről A nagy felelősség ellenére, Kikki megtartja  gyerekes természetét, megbirkózik a családi élet akadályaival. A mangában van egy házi majma, a neve An-Nin, akival gyakran játszik. Tarbbal, az egyik űrmanóval eleinte hevesen vitázik, de később több lesz köztük, mint barátság, de azt az érzelmet még nem nevezhetjük szerelemnek.
Kikki általában abban leli örömét, ha másokat szórakoztathat. Neve(Purin) japánul pudingot jelent. Fegyvere egy földrengést okozó tamburin.
- Rennée Roberts / Fudzsivara Zakuro (藤原 ざくろ; Hepburn: Fujiwara Zakuro?)

A 15 éves Rennée, egy rejtélyes, szép modell/színésznő, az utolsó vadmacs,  akibe a szürke farkas DNS-ét fecskendezik. Először Zakuro gyanakvó a csapattagokkal szemben, de később úgy dönt, hogy barátságban lesz a vadmacsokkal. Nem beszél sokat, de megpróbálja elérni, hogy a bármi, amit mond, számítson. Elég antiszociális a Vadmacs Kávéház vendégei számára. Rennée nem egy átlagos lány, de határozottabb, megfontoltabb és érettebb, mint a többi vadmacs. Rennée (Zakuro) neve japánul gránátalmát jelent.
Fegyvere egy csodakereszt, amiből ostort képes formálni. Magassága 163 cm és 46 kg. Folyékonyan beszél 5 különböző nyelven.
- Berry Shirayuki / Sirajuki Berí (白雪 ベリー; Hepburn: Shirayuki Berī?)
  - DNS: fekete nyúl és hegyimacska
  - Fegyver: nyúl jogar

A Tokyo Mew Mew à la Mode manga főszereplője.
- Akai Ringo (赤井 りんご; Hepburn: Akai Ringo?)
  - DNS: pingvin
  - Fegyver: almakoszorú

A Hamepane Tókjó Mjú Mjú – Tódzsó Sin Mjú Mjú! – Minna Isso ni Gohósi Szuru Njan videójáték szereplője.

## Ellenségek

### Űrlények
- Dren / Kissu (キッシュ; Hepburn: Kisshu?)
- Tarb / Tart (タルト; Hepburn: Taruto?)
- Sardon / Pie (パイ; Hepburn: Pai?)
- Nagy Kékség / Deep Blue (ディープ・ブルー; Hepburn: Dīpu Burū?)

A Tokio Mew Mew 49-52 részeiben szerepel, egyébként ő az a hang aki Drenhez beszél.
- Gató dju Rova (ガトー·デュ·ロワ; Hepburn: Gatō dyu Rowa?)

A Hamepane Tókjó Mjú Mjú – Tódzsó Sin Mjú Mjú! – Minna Isso ni Gohósi Szuru Njan videójáték szereplője.

### Saint Rose Crusaders (Szent rózsa keresztesek)
- Duke (公爵; Hepburn: Dyūku?)
- Royal Highness
- Happy Child
- Blue Bayou (ブルーバユー; Hepburn: Burū Bayū?)
- Sweet Juliet (スーイトー　ジュリエット; Hepburn: Suito Jurietto?)

## Barátok
- Mark / Aojama Maszaja (青山 雅也; Hepburn: Aoyama Masaya?)

Zoey barátja.
- Elliot Grant / Sirogane Rjó (白金 稜; Hepburn: Shirogane Ryō?)

A Vadmacs Kávézó főnöke.
- III. Wesley J. Coolridge / Akaszaka Keiicsiró (赤坂 圭一郎; Hepburn: Akasaka Keiichirō?)

A Vadmacs Kávézó szakácsa.
- Blue Knight / Ao no Kisi (蒼の騎士; Hepburn: Ao no Kishi?)
- Meguro Taszuku (目黒 侑; Hepburn: Meguro Tasuku?)

A Tokyo Mew Mew à la Mode manga szereplője.
- Minimew / Masa (マシャ; Hepburn: Masha?) (R2000)
- Ucsa (ウチャ; Hepburn: Ucha?) (R3000)

## Szinkron és seiyuu
| Karakter                                 | Szinkron/szeijú                     |
| ---------------------------------------- | ----------------------------------- |
| Zoey Hanson/Momomija Icsigo              | Bogdányi Titanilla/Nakadzsima Szaki |
| Corina Bucksworth/Aizava Mint            | Molnár Ilona/Kakazu Jumi            |
| Bridget Verdant/Midorikava Lettuce       | Simonyi Piroska/Szakuma Kumi        |
| Kikki Benjamin/Fon Purin                 | Szabó Gertrúd/Mocsizuki Hiszajo     |
| Rennée Roberts/Fudzsivara Zakuro         | Csampisz Ildikó/Noda Dzsunko        |
| Mark/Aojama Maszaja                      | Czető Roland/Ogata Megumi           |
| Elliot Grant/Sirogane Rjó                | Moser Károly/Tócsika Kóicsi         |
| III. Wesley Coolridge/Akaszaka Keiicsiró | Előd Botond/Midorikava Hikaru       |
| R2000/Minimica (Minimew)/R2000/Marsha    | Talmács Márta/Noda Dzsunko          |
| Dren Cyniclons/Quiche                    | Seder Gábor/Szakagucsi Daiszuke     |
| Sardon Cyniclons/Pie                     | Varga Gábor/Canna Nobutosi          |

## Médiamegjelenések

### Manga
A mangát Josida Reiko írta és Ikumi Mia rajzolta. A Kodansha kiadó Nakajosi című sódzso magazinjában jelent meg folytatásban, 2000 szeptemberétől 2003 februárjáig. Később kiadták tankóbon formában is, amely hét kötetből állt. Ezután következett a Tokyo Mew Mew à la Mode széria, egy kétkötetes folytatása a Tokyo Mew Mew-nak, ami 2003 áprilisától 2004 februárjáig szintén a Nakajosi magazinban volt olvasható először. Reiko ezt már nem segített megírni. A manga angol fordítását Észak-Amerikában a Tokyopop adta ki, Szingapúrban pedig a Chuang Yi kiadó, szintén angolul.
A Tokyo Mew Mew à la Mode mellett vannak olyan rövid bónusztörténetek, amik csak a mangakötetekben találhatóak meg. De a történetet megelőző Tokyo Kuro Neko Musume (Tokyo Black Cat Girl) című történet – ami valószínűleg a manga ötletét adta – is csak mangaformában jelent meg.

### Anime
Az animesorozatot Ikumi támogatásával a Pierrot Stúdió készítette, és a TV Aichin adták le először, Japánban. 52 epizódból áll, egy rész hozzávetőleg fél órás. Az anime története megközelítőleg ugyanaz, mint a manga; mindazonáltal bizonyos események különbözően történtek a két verzióban. Az animáció és a művészi munka több változáson is keresztülment az évad későbbi epizódjai, főleg a 40-52 epizódok körül. A karakterek részletesebbek lettek, például Dren és Rennée Roberts stílusa drasztikusan változott a későbbi epizódokban. Az animációstílus a sorozat alatt még több kisebb változáson is keresztül ment, de ez a legészrevehetőbb.

### Angol nyelvű átdolgozások

#### Mew Mew Power
Az USA-ban a 4Kids Entertainment licencelte a sorozatot, és Mew Mew Power címen adták ki. Az eredetihez képest több dolgot is változtattak az animén, többek között átnevezték a szereplőket, új főcímet és háttérzenéket készítettek, rövidítettek az átváltozásokon, néhol pedig nagyobb részleteket vágtak ki, vagy cseréltek fel. A szövegbe több szóviccet és macskákkal kapcsolatos poént is beleírtak. A 4Kids csak az első 26 részhez vette meg a jogokat az 52-ből, magyar szinkron is csak ezekhez készült. A sorozat Magyarországon az RTL megrendelésére érkezett, az A+ adásán debütált 2005-ben, majd a Kölyökklubba illesztve az RTL is levetítette.

## A karakterek neveinek eredete
A főszereplőket a Tokyo Mew Mew-ban ételekről nevezték el. A nevük jelentésének egyes tulajdonságai fellelhetőek a nevet viselő személyben:
- Ichigo rózsaszín ruhája hasonló egy eper pirosához,
- Mint kék színével a mentolos cukorkára utalnak,
- Lettuce zöldje hasonló a salátához,
- Pudding sárgája hasonló néhány fajta torta színéhez vagy a pudinghoz,
- Zakuro színe a piros-ibolya, ami hasonló egy gránátalma színéhez,
- Ringo pirosa egy alma színe,
- Quiche neve a quinchből, azaz egy tojásos lepény nevéből ered,
- Taruto nevét a tortáról kapta,
- Pie nevének jelentése pite,
- Gateau du Roi franciául királysütemény.